# Jean-Baptiste Michel Vallin de La Mothe
Jean-Baptiste Michel Vallin de La Mothe (Angolema, 1729 — Angolema, 7 de maio de 1800) foi um arquiteto francês. Co-autor do projeto de arquitetura da Academia de Artes da Rússia e do Palácio de Inverno em São Petersburgo.